# Deville (Ardennes)
Pour les articles homonymes, voir Deville.
Deville est une commune française située dans le département des Ardennes, en région Grand Est.

## Géographie
|             | Laifour  |           |
| Les Mazures | Deville  | Monthermé |
|             | Sécheval |           |

Le village de Deville est situé dans une des boucles de la rivière la Meuse, sur la rive gauche.
Il se situe le long de la départementale D 1, entre les communes de Monthermé (en amont) et de Laifour (en aval).

### Hydrographie
La commune est dans le bassin versant de la Meuse au sein du bassin Rhin-Meuse. Elle est drainée par la Meuse, le ruisseau de Mauby, le ruisseau du Bois de Waibes et le ruisseau de Mairut,.
La Meuse, d'une longueur de 486 km, est un fleuve européen qui prend sa source en France, dans la commune du Châtelet-sur-Meuse, à 409 mètres d'altitude, et se jette dans la mer du Nord après un cours long d'approximativement 950 kilomètres traversant la France, la Belgique et les Pays-Bas. Elle s'écoule du sud vers le nord en longeant la commune sur son flanc est, sur une longueur d'environ 2,2 km.

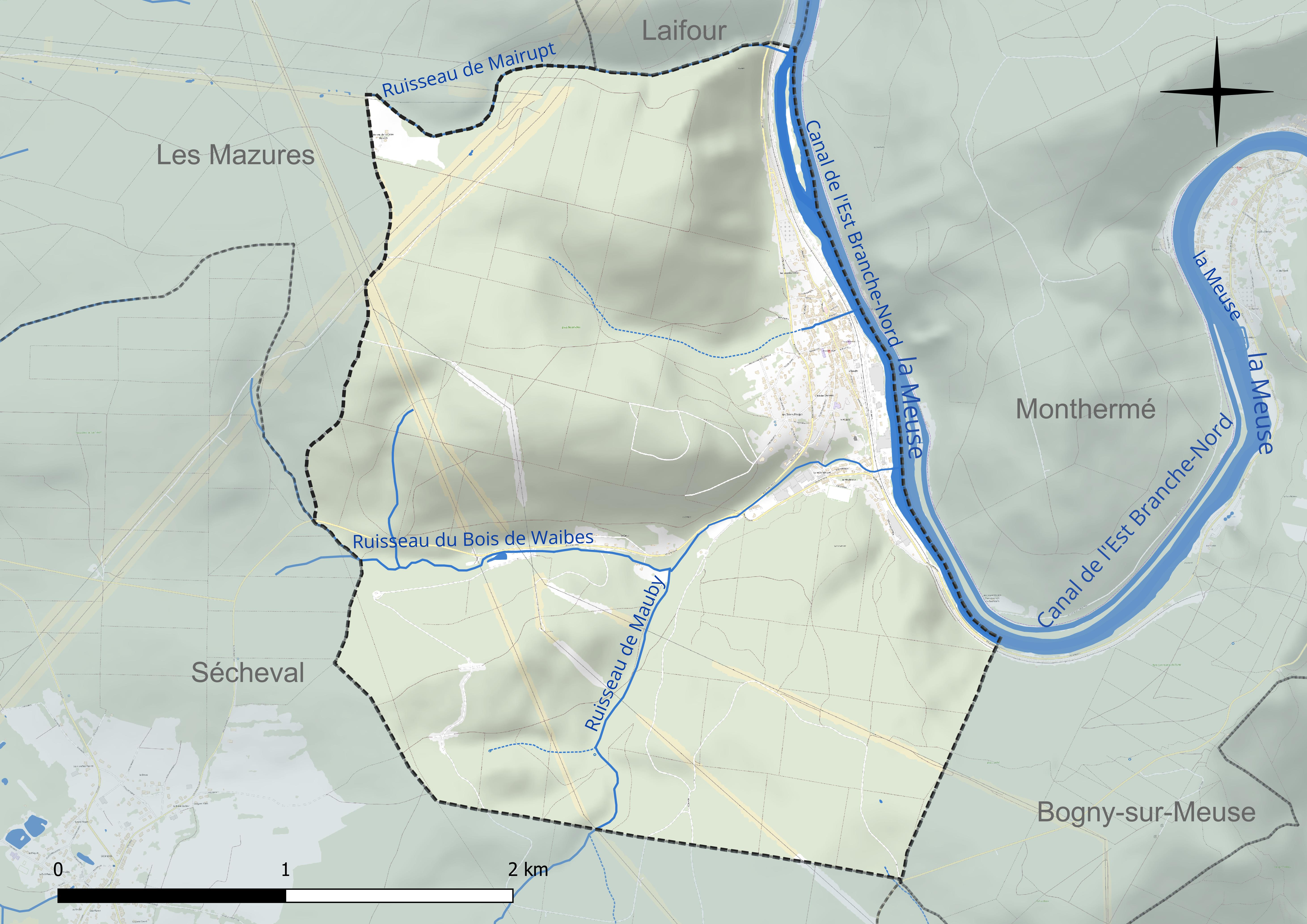
Réseau hydrographique de Deville.

### Climat
Pour des articles plus généraux, voir Climat du Grand Est et Climat des Ardennes.
En 2010, le climat de la commune est de type climat de montagne, selon une étude du Centre national de la recherche scientifique s'appuyant sur une série de données couvrant la période 1971-2000. En 2020, Météo-France publie une typologie des climats de la France métropolitaine dans laquelle la commune est exposée à un climat océanique altéré et est dans la région climatique Lorraine, plateau de Langres, Morvan, caractérisée par un hiver rude (1,5 °C), des vents modérés et des brouillards fréquents en automne et hiver.
Pour la période 1971-2000, la température annuelle moyenne est de 9,8 °C, avec une amplitude thermique annuelle de 15,2 °C. Le cumul annuel moyen de précipitations est de 1 000 mm, avec 14,4 jours de précipitations en janvier et 9,8 jours en juillet. Pour la période 1991-2020, la température moyenne annuelle observée sur la station météorologique de Météo-France la plus proche, « Charleville-Méz. », sur la commune de Charleville-Mézières à 12 km à vol d'oiseau, est de 9,9 °C et le cumul annuel moyen de précipitations est de 928,4 mm. 
La température maximale relevée sur cette station est de 39,2 °C, atteinte le 25 juillet 2019 ; la température minimale est de −17,5 °C, atteinte le 1er janvier 1997,,.
Les paramètres climatiques de la commune ont été estimés pour le milieu du siècle (2041-2070) selon différents scénarios d'émission de gaz à effet de serre à partir des nouvelles projections climatiques de référence DRIAS-2020. Ils sont consultables sur un site dédié publié par Météo-France en novembre 2022.

## Urbanisme

### Typologie
Au 1er janvier 2024, Deville est catégorisée bourg rural, selon la nouvelle grille communale de densité à 7 niveaux définie par l'Insee en 2022.
Elle est située hors unité urbaine. Par ailleurs la commune fait partie de l'aire d'attraction de Charleville-Mézières, dont elle est une commune de la couronne,. Cette aire, qui regroupe 132 communes, est catégorisée dans les aires de 50 000 à moins de 200 000 habitants,.

### Occupation des sols
L'occupation des sols de la commune, telle qu'elle ressort de la base de données européenne d’occupation biophysique des sols Corine Land Cover (CLC), est marquée par l'importance des forêts et milieux semi-naturels (90,6 % en 2018), une proportion identique à celle de 1990 (90,6 %). La répartition détaillée en 2018 est la suivante : 
forêts (87,6 %), zones urbanisées (7,2 %), milieux à végétation arbustive et/ou herbacée (3 %), eaux continentales (2,2 %). L'évolution de l’occupation des sols de la commune et de ses infrastructures peut être observée sur les différentes représentations cartographiques du territoire : la carte de Cassini (XVIIIe siècle), la carte d'état-major (1820-1866) et les cartes ou photos aériennes de l'IGN pour la période actuelle (1950 à aujourd'hui).

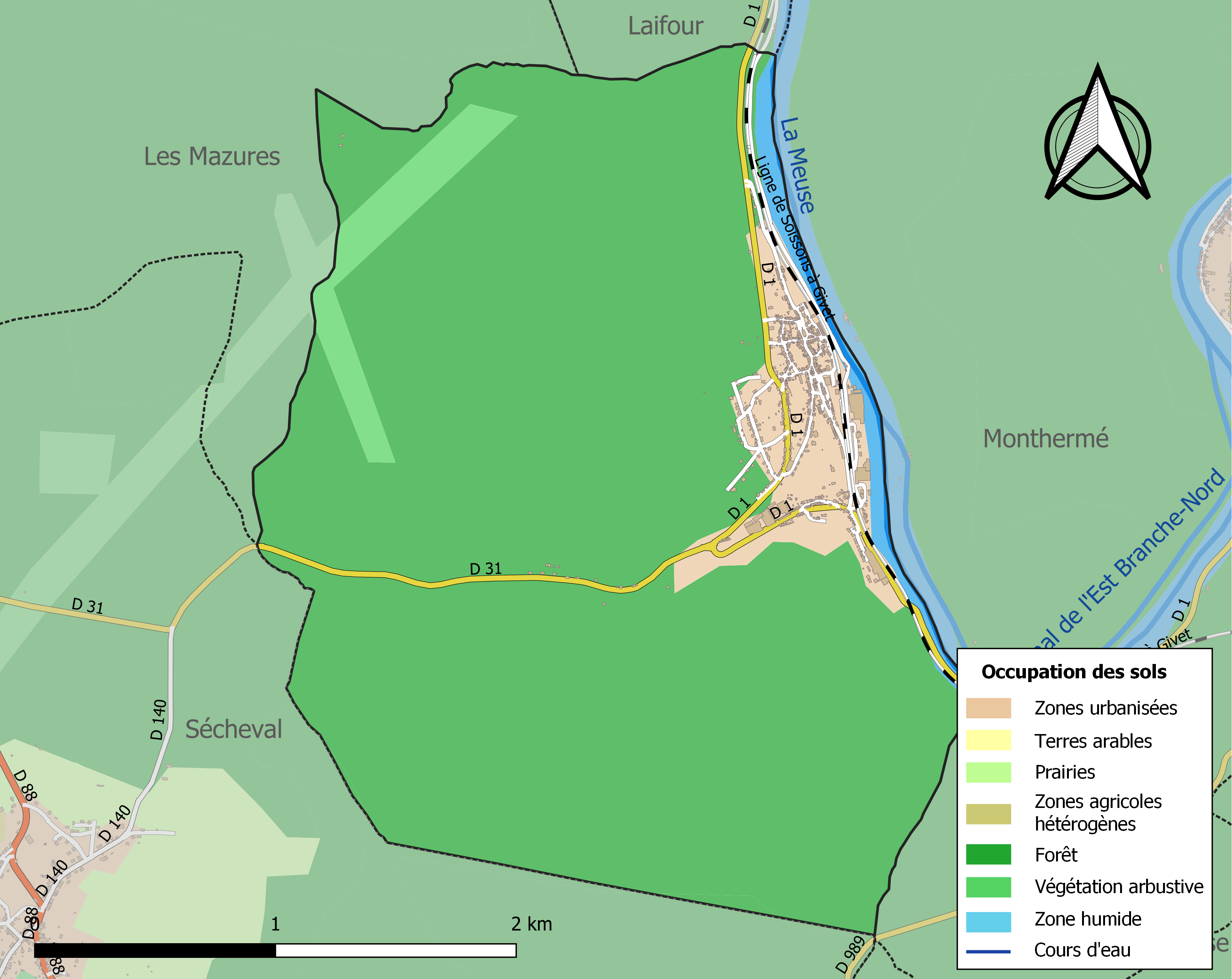
Carte des infrastructures et de l'occupation des sols de la commune en 2018 (CLC).

## Toponymie
Du latin villa, avec le sens de « domaine rural », puis de « village ».

## Histoire

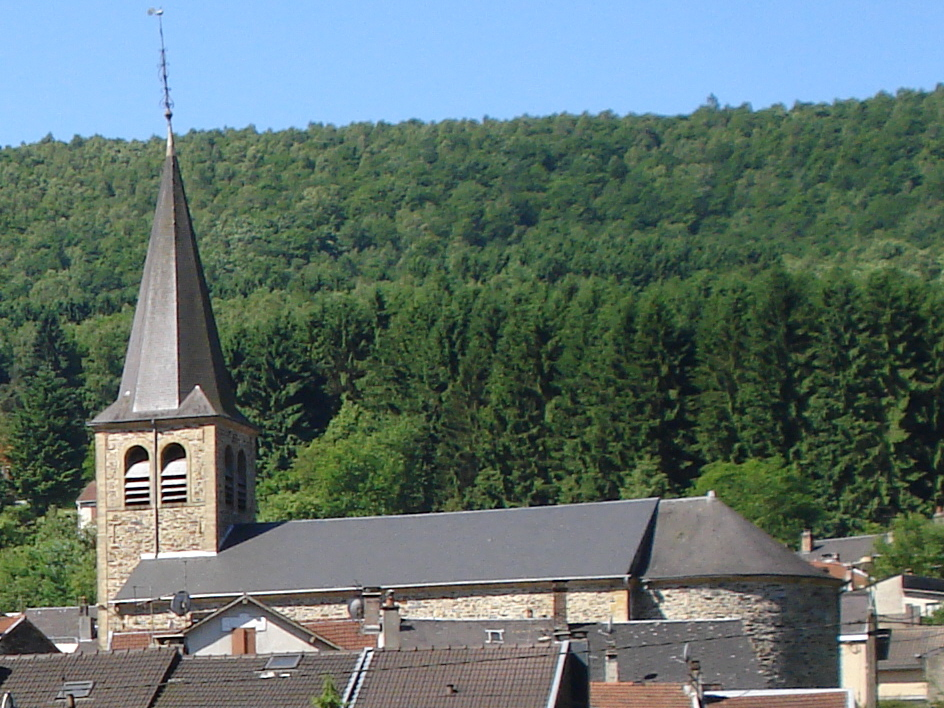
Église Saint-Maurice de Deville.

En mai 1033, la commune fut choisie comme lieu de rencontre entre le roi de France Henri Ier et l'empereur romain germanique Conrad II le Salique ; ils y forment une alliance contre Eudes II de Blois.

### Exode des habitants
Au cours de la Seconde Guerre mondiale,entre le 10 et 15 mai 1940, les habitants de Deville sont dirigés vers La Garnache, Challans et Saint-Hilaire-de-Riez.

## Économie
Deville est l'un des berceaux de l'exploitation de l'ardoise dans les Ardennes. Les sites ardoisiers ont laissé la place à des usines et fonderies dont seule la fonderie Collignon a survécu à la crise de la métallurgie de la seconde moitié du XXe siècle.

## Politique et administration

### Liste des maires
| Période   | Période           | Identité          | Étiquette | Qualité                                                                            |
| --------- | ----------------- | ----------------- | --------- | ---------------------------------------------------------------------------------- |
| mai 1935  | mars 1965 (décès) | Clément Pierlot   | PCF       | Ouvrier tôlier, conseiller général du canton de Monthermé (1936-1940 et 1945-1965) |
| mars 1965 | mars 1977 (décès) | René Letzelter    |           |                                                                                    |
| mars 1977 | mars 1983         | Robert Lacor      |           |                                                                                    |
| mars 1983 | juin 2020         | Jean-Claude Bauer | PCF       | Retraité                                                                           |
| juin 2020 | En cours          | Dominique Cosenza | DVD       | Artisan plombier-chauffagiste retraité                                             |

Deville a adhéré à la charte du Parc naturel régional des Ardennes, à sa création en décembre 2011.

## Démographie
L'évolution du nombre d'habitants est connue à travers les recensements de la population effectués dans la commune depuis 1793. Pour les communes de moins de 10 000 habitants, une enquête de recensement portant sur toute la population est réalisée tous les cinq ans, les populations de référence des années intermédiaires étant quant à elles estimées par interpolation ou extrapolation. Pour la commune, le premier recensement exhaustif entrant dans le cadre du nouveau dispositif a été réalisé en 2004.

En 2022, la commune comptait 1 044 habitants, en évolution de +0,29 % par rapport à 2016 (Ardennes : −2,97 %, France hors Mayotte : +2,11 %).
| 1793 | 1800 | 1806 | 1821 | 1831 | 1836 | 1841 | 1846 | 1851 |
| ---- | ---- | ---- | ---- | ---- | ---- | ---- | ---- | ---- |
| 455  | 442  | 552  | 623  | 738  | 807  | 927  | 983  | 935  |

| 1866  | 1872  | 1876  | 1881  | 1886  | 1891  | 1896  | 1901  | 1906  |
| ----- | ----- | ----- | ----- | ----- | ----- | ----- | ----- | ----- |
| 1 098 | 1 180 | 1 258 | 1 382 | 1 359 | 1 324 | 1 325 | 1 394 | 1 680 |

| 1911  | 1921  | 1926  | 1931  | 1936  | 1946  | 1954  | 1962  | 1968  |
| ----- | ----- | ----- | ----- | ----- | ----- | ----- | ----- | ----- |
| 1 806 | 1 783 | 2 021 | 1 967 | 1 711 | 1 439 | 1 788 | 1 910 | 1 838 |

| 1975  | 1982  | 1990  | 1999  | 2004  | 2006  | 2009  | 2014  | 2019  |
| ----- | ----- | ----- | ----- | ----- | ----- | ----- | ----- | ----- |
| 1 773 | 1 493 | 1 301 | 1 218 | 1 177 | 1 178 | 1 135 | 1 066 | 1 041 |

| 2022  | - | - | - | - | - | - | - | - |
| ----- | - | - | - | - | - | - | - | - |
| 1 044 | - | - | - | - | - | - | - | - |

## Transport
Les routes départementales D1, D31 et D989 desservent Deville, ville qui possède aussi la gare de Deville de la ligne qui va de Charleville à Givet.

## Culture locale et patrimoine

### Lieux et monuments
- Église Saint-Maurice de Deville.

## Personnalités liées à la commune
- Maxime Fulgenzy (1934-) : international français de football, né à Deville.

## Héraldique
| Blason de Deville | Blason  | D'azur au lion d'or accompagné de trois besants du même, au chef d'argent chargé de trois fasces de gueules. |
| Blason de Deville | Détails | Le statut officiel du blason reste à déterminer.                                                             |